# Као Лањ
Као Лањ (виј. Cao Lãnh) је град у Вијетнаму у покрајини Донг Тап. Према резултатима пописа 2009. у граду је живело 149.837 становника.